# Julio Baylón
Julio Alberto Temistocles Baylón Aragonés (Changuillo, Ica, 10 de diciembre de 1947-Lima, 9 de febrero de 2004) fue un futbolista peruano que jugó como delantero y fue parte de la selección de fútbol del Perú.

## Trayectoria
Inició su carrera en Alianza Lima, donde destacó en la posición de puntero derecho en una época en que había muy buenos jugadores locales en ese puesto, como Víctor Calatayud, Juan José Muñante, Próspero Merino y Andrés Zegarra. 
Dotado de un poderoso físico y de una velocidad vertiginosa, Baylón corría espectacularmente con la pelota entre sus pies, apilando rivales para, llegando a la línea de fondo, sacar centros al medio del área. 
Ingresó al Alianza Lima en 1960 y se formó en las categorías infantil y juvenil, en esta última logró un bicampeonato. Por entonces hizo su servicio militar en el cuerpo de paracaidistas y tuvo que optar entre seguir la carrera de futbolista o especializarse en Drapia (mantenimiento de paracaídas). Decidió por el fútbol y firmó su primer contrato profesional en 1965. Hizo su debut frente al Santos de Brasil, ganándose el titularato y brilló en el campeonato local. 
En esa etapa integró el famoso "Rodillo negro" de segunda mitad de los años sesenta junto con Víctor Zegarra, Pedro Pablo León, Teófilo Cubillas y Babalú Martínez. E hizo muy buenas performances en muchos partidos internacionales amistosos y de competición. Por ejemplo, estuvo en el célebre partido que Alianza logró vencer al Boca Juniors en la Bombonera por 1-0, y anotó tres de los seis goles a uno que el Rodillo le hizo a Independiente de Avellaneda. Nuevamente por Alianza, destacó notablemente en la Copa Libertadores de 1972, jugando contra la Universidad de Chile.
Aquejado de bursitis, Baylón se operó de la rodilla, pero nunca pudo recuperar plenamente el juego que exhibió en sus primeros años.
En sus últimas temporadas, jugó tres años en el Fortuna Colonia, de Alemania, con buen suceso. Julio marcó el primer gol de un futbolista peruano en la historia de la Bundesliga. Baylón pasó a la historia con un control de derecha y un zurdazo potente, a la entrada del área rival, que dejó sin posibilidad alguna al arquero del MSV Duisburgo, Dietmar Linders.
Culminó sus andanzas en la liga semiprofesional de los Estados Unidos.
Agobiado por problemas de sobrepeso e hipertensión, falleció de un ataque cardíaco en Lima, a los cincuenta y seis años de edad. En su entierro, Teófilo Cubillas dijo que el gran mérito de Baylón fue siempre buscar practicar el fútbol arte. Fue enterrado en el cementerio Campo Fe de Huachipa, donde descansa cerca de su sobrino Sandro Baylón, fallecido cuatro años antes en un trágico accidente.

## Selección nacional

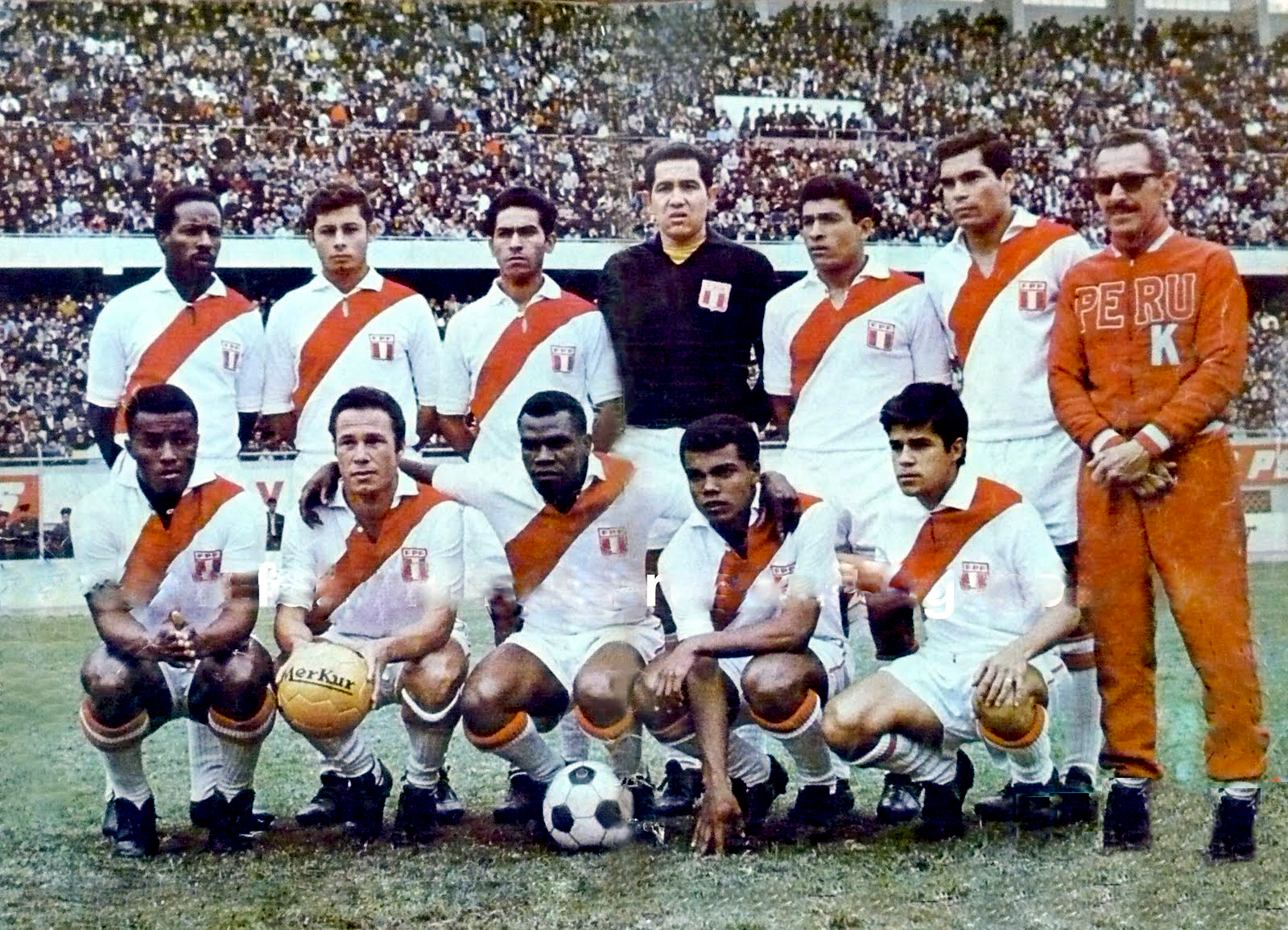
Perú en un partido de preparación para México 70

Ha sido internacional con la selección de fútbol del Perú entre 1968 y 1972. Waldir Pereyra, más conocido como Didí, entonces entrenador de la selección peruana, llegó a calificarlo en su mejor momento como el Garrincha peruano y lo ubicó como titular indiscutido en la delantera completada por León, Cubillas y Gallardo, que obtuvo la clasificación para el Mundial de México 70. En un partido preparatorio para dicho torneo, Baylón le anotó un gol a Brasil en el estadio Maracaná, en el famoso partido de la bronca que Perú perdió por 2-3 luego de haber ido ganando 2-0 al Scratch del Rey Pelé. 
El fornido puntero prometía brillar en el Mundial debido a la fama de que venía precedido. Sin embargo, contra todas las expectativas, en el Mundial, tuvo un bajón futbolístico relacionado con una vieja lesión a la rodilla y sobre todo con su tendencia al sobrepeso.

### Participaciones en Copas del Mundo
| Mundial                        | Sede   | Resultado        | Partidos | Goles |
| ------------------------------ | ------ | ---------------- | -------- | ----- |
| Copa Mundial de Fútbol de 1970 | México | Cuartos de final | 2        | 0     |

## Clubes
| Club              | País           | Año       |
| ----------------- | -------------- | --------- |
| Alianza Lima      | Perú           | 1965-1973 |
| Fortuna Colonia   | Alemania       | 1973-1976 |
| FC Homburgo       | Alemania       | 1976-1977 |
| Fortuna Colonia   | Alemania       | 1977-1978 |
| Rochester Lancers | Estados Unidos | 1978-1980 |

## Estadísticas en el Fútbol
| Club | División      | Temporada     | Liga(1) | Liga(1) | Liga(1) | Copas nacionales(2) | Copas nacionales(2) | Copas nacionales(2) | Torneos internacionales(3) | Torneos internacionales(3) | Torneos internacionales(3) | Total | Total | Total  | Media goleadora(4) |
| Club | División      | Temporada     | Part.   | Goles   | Asist.  | Part.               | Goles               | Asist.              | Part.                      | Goles                      | Asist.                     | Part. | Goles | Asist. | Media goleadora(4) |
| --- | ------------- | ------------- | ------- | ------- | ------- | ------------------- | ------------------- | ------------------- | -------------------------- | -------------------------- | -------------------------- | ----- | ----- | ------ | ------------------ |
| Alianza Lima · Perú |               |               |         |         |         |                     |                     |                     |                            |                            |                            |       |       |        |                    |
| 1.ª | 1965          | 0             | 0       | -       | -       | -                   | -                   | -                   | -                          | -                          | 0                          | 0     | -     | 0      |                    |
| 1.ª | 1966          | 17            | 1       | -       | -       | -                   | -                   | 1                   | 0                          | -                          | 18                         | 1     | -     | 0,06   |                    |
| 1.ª | 1967          | 19            | 2       | -       | -       | -                   | -                   | -                   | -                          | -                          | 19                         | 2     | -     | 0,11   |                    |
| 1.ª | 1968          | 23            | 6       | -       | -       | -                   | -                   | -                   | -                          | -                          | 23                         | 6     | -     | 0,5    |                    |
| 1.ª | 1969          | 27            | 1       | -       | -       | -                   | -                   | -                   | -                          | -                          | 27                         | 1     | -     | 0,26   |                    |
| 1.ª | 1970          | 26            | 5       | -       | -       | -                   | -                   | -                   | -                          | -                          | 26                         | 5     | -     | 0,19   |                    |
| 1.ª | 1971          | 17            | 2       | -       | 4       | 0                   | -                   | -                   | -                          | -                          | 21                         | 2     | -     | 0,1    |                    |
| 1.ª | 1972          | 28            | 4       | -       | -       | -                   | -                   | 6                   | 0                          | -                          | 34                         | 4     | -     | 0,12   |                    |
| 1.ª | 1973          | 12            | 2       | -       | -       | -                   | -                   | -                   | -                          | -                          | 12                         | 2     | -     | 0,17   |                    |
| Total club | Total club    | 170           | 23      | 49      | 4       | 0                   | 0                   | 7                   | 0                          | 0                          | 181                        | 23    | -     | 0,13   |                    |
| Fortuna Colonia · Alemania |               |               |         |         |         |                     |                     |                     |                            |                            |                            |       |       |        |                    |
| 1.ª | 1973-74       | 13            | 1       | 1       | -       | -                   | -                   | -                   | -                          | -                          | 13                         | 1     | 1     | 0,08   |                    |
| 2.ª | 1974-75       | ?             | ?       | ?       | -       | -                   | -                   | -                   | -                          | -                          | ?                          | ?     | ?     | ?      |                    |
| 2.ª | 1975-76       | 12            | 3       | ?       | -       | -                   | -                   | -                   | -                          | -                          | 12                         | 3     | ?     | 0,25   |                    |
| Total club | Total club    | +25?          | +4?     | +1?     | -       | -                   | -                   | -                   | -                          | -                          | +25?                       | +4?   | +1?   | ?      |                    |
| FC Homburgo · Alemania |               |               |         |         |         |                     |                     |                     |                            |                            |                            |       |       |        |                    |
| 2.ª | 1976-77       | 19            | 3       | ?       | -       | -                   | -                   | -                   | -                          | -                          | 19                         | 3     | ?     | 0,16   |                    |
| Total club | Total club    | 19            | 3       | ?       | -       | -                   | -                   | -                   | -                          | -                          | 19                         | 3     | ?     | 0,16   |                    |
| Fortuna Colonia · Alemania |               |               |         |         |         |                     |                     |                     |                            |                            |                            |       |       |        |                    |
| 2.ª | 1977-78       | 21            | 4       | ?       | -       | -                   | -                   | -                   | -                          | -                          | 21                         | 4     | ?     | 0,19   |                    |
| Total club | Total club    | 21            | 4       | ?       | -       | -                   | -                   | -                   | -                          | -                          | 21                         | 4     | ?     | 0,19   |                    |
| Rochester Lancers Estados Unidos |               |               |         |         |         |                     |                     |                     |                            |                            |                            |       |       |        |                    |
| 1.ª | 1978          | 8             | 5       | ?       | -       | -                   | -                   | -                   | -                          | -                          | 8                          | 5     | ?     | 0,63   |                    |
| Total club | Total club    | 8             | 5       | ?       | -       | -                   | -                   | -                   | -                          | -                          | 8                          | 5     | ?     | 0,63   |                    |
| Rochester Lancers Estados Unidos |               |               |         |         |         |                     |                     |                     |                            |                            |                            |       |       |        |                    |
| 1.ª | 1979          | 8             | 1       | ?       | -       | -                   | -                   | -                   | -                          | -                          | 8                          | 1     | ?     | 0,13   |                    |
| 1.ª | 1980          | 16            | 1       | ?       | -       | -                   | -                   | -                   | -                          | -                          | 16                         | 1     | ?     | 0,06   |                    |
| Total club | Total club    | 24            | 2       | ?       | -       | -                   | -                   | -                   | -                          | -                          | 24                         | 2     | ?     | 0,08   |                    |
| Total carrera | Total carrera | Total carrera | 313     | 48      | ?       | 4                   | 0                   | 0                   | 7                          | 0                          | 0                          | 324   | 48    | ?      | 0,15               |
| (1) Incluye datos de las instancias definitorias contempladas en las bases de cada competición. (2) Incluye datos de la Copa Fernando Maguill (1971). (3) Incluye datos de la Copa Libertadores de América (1967-1972). (4) No incluye goles en partidos amistosos. |               |               |         |         |         |                     |                     |                     |                            |                            |                            |       |       |        |                    |

## Estadísticas en el Fútbol Indoor
| Club                           | División   | Temporada | Liga(1) | Liga(1) | Liga(1) | Copas nacionales(2) | Copas nacionales(2) | Copas nacionales(2) | Torneos internacionales(3) | Torneos internacionales(3) | Torneos internacionales(3) | Total | Total | Total  | Media goleadora(4) |
| Club                           | División   | Temporada | Part.   | Goles   | Asist.  | Part.               | Goles               | Asist.              | Part.                      | Goles                      | Asist.                     | Part. | Goles | Asist. | Media goleadora(4) |
| ------------------------------ | ---------- | --------- | ------- | ------- | ------- | ------------------- | ------------------- | ------------------- | -------------------------- | -------------------------- | -------------------------- | ----- | ----- | ------ | ------------------ |
| New York Arrows Estados Unidos |            |           |         |         |         |                     |                     |                     |                            |                            |                            |       |       |        |                    |
| 1.ª                            | 1978/1979  | 9         | 4       | ?       | -       | -                   | -                   | -                   | -                          | -                          | 9                          | 4     | ?     | 0,44   |                    |
| Total club                     | Total club | 9         | 4       | ?       | -       | -                   | -                   | -                   | -                          | -                          | 9                          | 4     | ?     | 0,44   |                    |

## Palmarés

### Campeonatos nacionales
| Título                    | Club         | País | Año  |
| ------------------------- | ------------ | ---- | ---- |
| Primera División del Perú | Alianza Lima | Perú | 1965 |

## Comentarios
Baylón era técnicamente mejor que yo. Tenía un dominio de balón impresionante. Amagaba muy bien.
Juan José Muñante

- Datos: Q686403
- Multimedia: Julio Baylón / Q686403